# Armada Rouen

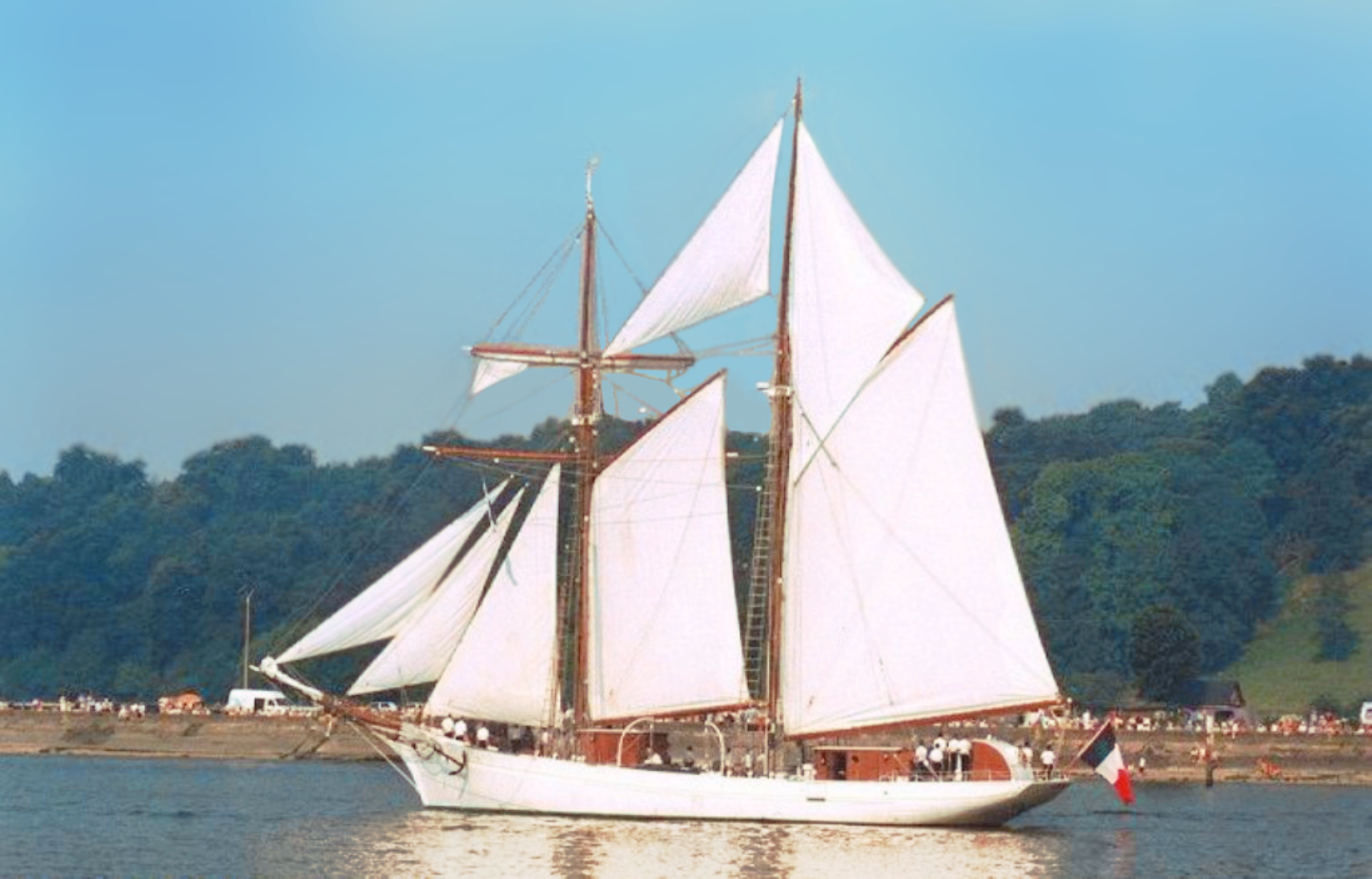
„Armada du siècle“ (1999): Der Schoner Étoile während der Parade auf der Seine

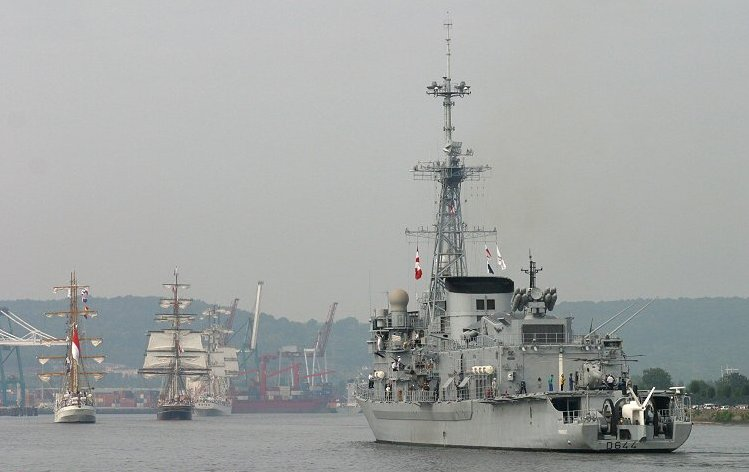
Armada 2003: Die Fregatte Primauguet mit Großseglern während der Parade auf der Seine

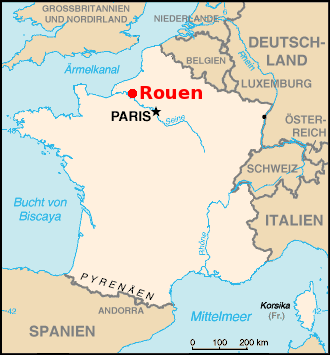
Rouen an der Seine

Die Armada Rouen oder schlicht Armada – zum Teil auch Armada de Rouen oder Armada von Rouen; alle von spanisch armada: „Armada“ oder „Kriegsflotte“ – ist eine Veranstaltung für Großsegler und andere Schiffe, die alle vier bis fünf Jahre in der nordfranzösischen Stadt Rouen an der Seine stattfindet und ungefähr zehn Tage dauert. Anders als die meisten Treffen von seegehenden Schiffen wird die Veranstaltung von Rouen damit nicht in einer Küstenstadt abgehalten. Mittlerweile sind zur Armada nicht nur Segelschiffe, sondern auch Kriegsschiffe (einschließlich U-Booten) und Lastkähne eingeladen, dennoch ziehen die Großsegler das meiste Interesse von Veranstaltern und Publikum auf sich. Die Besucherzahlen sind bisher von Veranstaltung zu Veranstaltung gestiegen, an der „Armada“ (2003) haben knapp 8000 Seeleute und nach Angaben des Veranstalters 9 Millionen Besucher teilgenommen. Der Zugang zu den Kais wie auch das Betreten der Schiffe sind kostenlos. Die letzte Armada fand im Juni 2013 statt.

## Ablauf der „Armada“
Die teilnehmenden Schiffe erreichen Rouen nach und nach. Sie fahren dazu die Seine flussaufwärts, wobei die größeren Segelschiffe für die drei Brücken zwischen dem Ärmelkanal und Rouen (pont de Normandie, pont de Tancarville und pont de Brotonne) ihre Masten teilweise umlegen müssen. Die Schiffe gelangen in Rouen bis zur Brücke Guillaume le Conquérant, die für eine Weiterfahrt – außer für die teilnehmenden U-Boote – zu niedrig ist, und machen zu beiden Seiten der Seine fest.
Während der folgenden Tage stehen im Mittelpunkt der „Armadas“ natürlich die Schiffe selbst, die entlang der Kais an der Seine besichtigt werden können. Außerdem finden zahlreiche Veranstaltungen statt, so werden auf den Kais Konzerte ausgerichtet, es wird eine „Miss Armada“ gewählt usw. Jeden Abend wird ein Feuerwerk entzündet, gekrönt vom Abschlussfeuerwerk am letzten Abend. Die Stadtviertel von Rouen sind in diesen Tagen in den Farben der Nationen der teilnehmenden Schiffe geschmückt.
Am Ende der Armada fahren die teilnehmenden Schiffe die Seine in einer großen Parade bis zum Ärmelkanal hinunter (120 km).

## Geschichte der „Armada“
Die Idee eines Großseglertreffens in Rouen war dem langjährigen Bürgermeister der Stadt, Jean Lecanuet (* 1920; † 1993; Bürgermeister von Rouen: 1968–1993), und dem Beigeordneten Patrick Herr (* 1945; Beigeordneter in Rouen: 1983–1995) nach einer Transatlantik-Wettfahrt zwischen Rouen und New York gekommen, die 1986 zum 100. Jubiläum des Transatlantik-Transports der Freiheitsstatue ausgerichtet worden war. Sie begannen daraufhin, ein Treffen der größten Segelschiffe der Welt in Rouen anlässlich des 200. Jubiläums der Französischen Revolution 1989 zu planen. Diese erste Veranstaltung trug noch nicht das Wort „Armada“ in ihrem Namen, sondern wurde „Les Voiles de la liberté“ (frz.: Die Segel der Freiheit) genannt.
Die Veranstaltung wurde ein so großer Erfolg, dass weitere folgten – zunächst wiederum für ein Jubiläum (50. Jubiläum der Landung der Alliierten in der Normandie im Zweiten Weltkrieg), mittlerweile auch ohne den Anlass eines Jubiläums. Die „Armadas“ sind heute so sehr im Veranstaltungskalender von Rouen verankert, dass die neue Brücke Gustave Flaubert (flussabwärts von der Brücke Guillaume le Conquérant) ihretwegen eigens so konstruiert wurde, dass auch die höchsten Schiffe unter ihr durchfahren und damit die Stelle, an der sie errichtet wird, auch in Zukunft noch passieren können.

## Die „Armada“ Jahr für Jahr

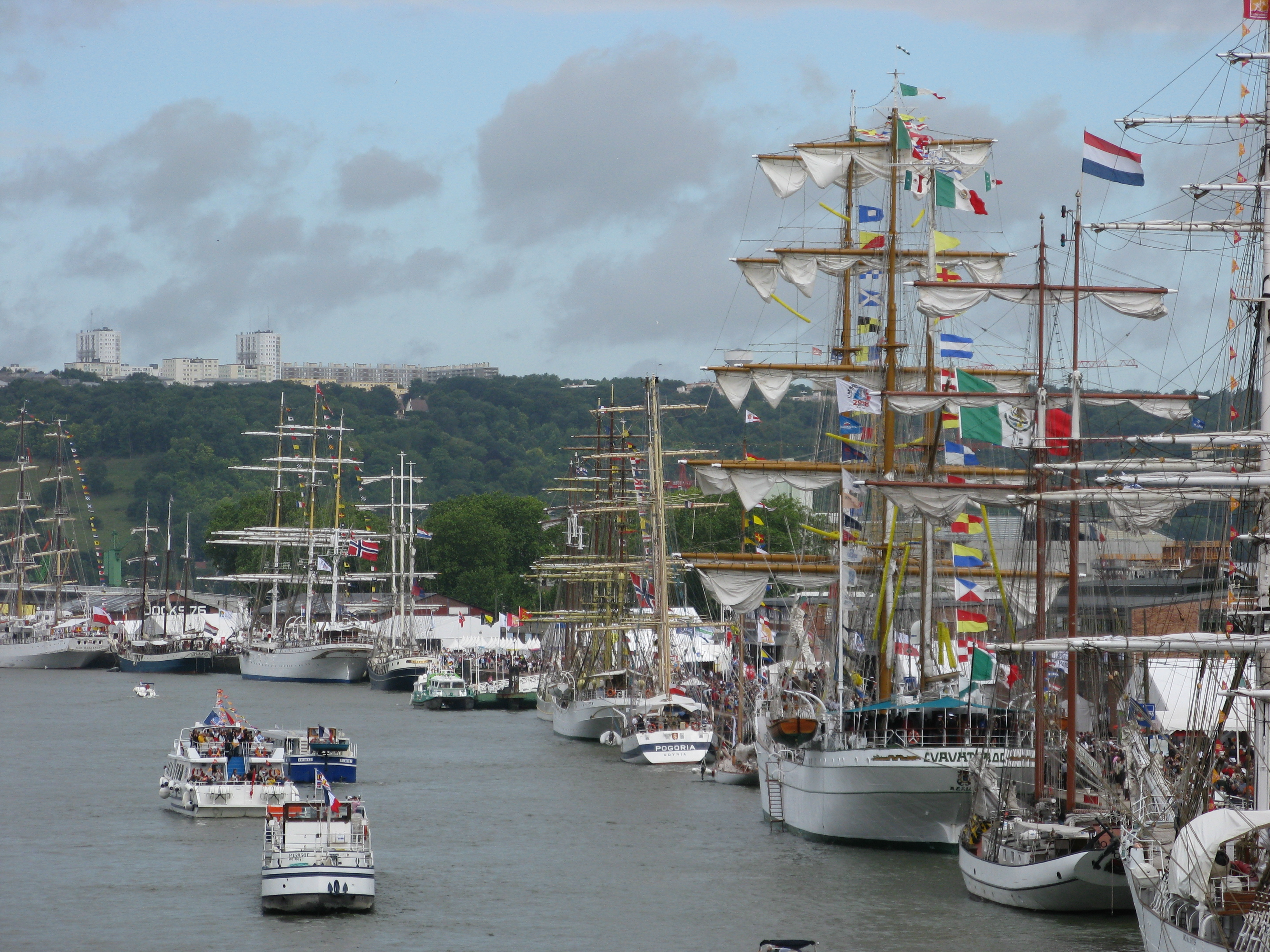
Armada 2008

Jede (Neu-)Auflage der „Armada“ erhielt ursprünglich einen neuen Namen, der ab der zweiten Auflage das Wort „Armada“ beinhaltete. Erst seit 2003 wird die Veranstaltung einfach mit dem Namen „Armada“ oder „Armada Rouen“ mit der jeweiligen Jahreszahl bezeichnet.
- 9. – 16. Juli 1989: „Les Voiles de la Liberté“ (frz.: Die Segel der Freiheit; in Erinnerung an das 200. Jubiläum der Französischen Revolution) – 4 Millionen Besucher[1]
- 10. – 17. Juli 1994: „L'Armada de la Liberté“ (frz.: Die Armada oder Kriegsflotte der Freiheit; zum 50. Juliläum der Landung der Alliierten in der Normandie im Zweiten Weltkrieg) – 6 Millionen Besucher[1]
- 9. – 18. Juli 1999: „L'Armada du siècle“ (frz.: Armada/Kriegsflotte des Jahrhunderts; zum ausgehenden Jahrhundert) – 8 Millionen Besucher[1]
- 28. Juni – 6. Juli 2003: „Armada“ – mehr als 30 Großsegler aus zehn Ländern nahmen teil, unter anderem die russische Mir oder die portugiesische Sagres, sowie viele kleinere Schiffe aus diesen und weiteren Ländern, z. B. die deutsche Bremen; 9 Millionen Besucher (7 Millionen auf den Kais von Rouen, 2 Millionen während der Parade auf der Seine)[1]
- 5. – 14. Juli 2008: „Armada“ – Teilnehmer unter anderem Grand Turk, Amerigo Vespucci, Statsraad Lehmkuhl, Atlantis